# Provincia de Ogooué-Lolo
Ogooué-Lolo es una de las nueve provincias de Gabón. Tiene una superficie de 25.380 km², que en términos de extensión es similar a la de Cerdeña. La capital de la provincia es Koulamoutou.
En 2013 tenía 65 771 habitantes.

## Localización
Se ubica en el centro-sureste del país y tiene los siguientes límites:
| Noroeste: Provincia de Ogooué-Ivindo | Norte: Provincia de Ogooué-Ivindo | Noreste: Provincia de Ogooué-Ivindo |
| Oeste: Provincia de Ngounié          |                                   | Este: Provincia de Haut-Ogooué      |
| Suroeste: Provincia de Ngounié       | Sur: Niari, República del Congo   | Sureste: Provincia de Haut-Ogooué   |

## Subdivisiones
Se divide en cuatro departamentos:
| Departamento     | Chef-lieu     | Población (2013) |
| ---------------- | ------------- | ---------------- |
| Lolo-Bouénguidi  | Koulamoutou   | 30 643           |
| Mulundu          | Lastoursville | 27 750           |
| Lombo-Bouénguidi | Pana          | 4635             |
| Offoué-Onoye     | Iboundji      | 2743             |

## Población histórica
| Año  | Población | Cambio         | Densidad  |
| ---- | --------- | -------------- | --------- |
| 1980 | 49,915    | -              | 1.966/km² |
| 1993 | 43,915    | -6,000/-12.02% | 1.73/km²  |

La población de 1981 a 1991 descendió un poco más de una décima parte de la población total de 1981. La pérdida de población fue más lenta que en otras provincias de Gabón.